# Giampiero Neri
Giampiero Neri, pseudonimo di Giampietro Pontiggia (Erba, 7 aprile 1927 – Milano, 14 febbraio 2023), è stato un poeta italiano.

## Biografia
Giampiero Neri è nato a Erba il 7 aprile 1927. Neri è un nome d'arte, scelto per distinguersi dal fratello Giuseppe Pontiggia, noto scrittore. La madre sostiene ruoli importanti nella compagnia filodrammatica del Teatro Sociale di Como. Il padre, funzionario di banca e dirigente del Partito Fascista, è un grande appassionato di libri. Nella sua biblioteca il giovane Neri è attirato dai Ricordi entomologici del naturalista francese Jean-Henri Fabre. Frequenta con scarso profitto l'Istituto Magistrale "Carlo Annoni" di Erba. Agli inizi degli anni quaranta, si iscrive a Milano al Liceo Scientifico dell'Istituto Gonzaga.
Pochi mesi dopo la dichiarazione dell'armistizio (8 settembre 1943), il padre viene ucciso dai partigiani gappisti nell'ambito della neonata Resistenza antifascista. Alla fine della guerra, dopo diversi traslochi, si trasferisce a Varese, dove completa il Liceo, conseguendo il diploma di maturità scientifica. Trasferitosi a Milano, si iscrive alla Facoltà di Scienze Naturali. Nel 1947, la mancanza di risorse finanziarie lo induce ad abbandonare gli studi e a cercare un lavoro. Sempre nel 1947 è assunto dalla stessa banca in cui aveva lavorato il padre; e in banca rimane fino alla pensione. Nel 1952 si sposa con Annamaria Bianchi, da cui ha due figli. Nel 1955 la sorella ventenne Elena si suicida.
Comincia a scrivere avendo come principale interlocutore il fratello Giuseppe Pontiggia, già narratore affermato. Neri divide l'ammirazione per Dante con altri poeti e narratori dell'Ottocento e del Novecento, in particolare Rimbaud, Melville, Thoreau, Campana, Ungaretti. Inoltre approfondisce lo studio dei grandi storici antichi e moderni. Superata un'iniziale diffidenza, si appassiona all'opera di Beppe Fenoglio, di cui ammira l'epicità dello stile essenziale, volto a descrivere gli orrori della violenza attraverso l'esperienza della guerra civile. Sulle orme di Fenoglio si reca ad Alba nel 1983, dove ha un lungo colloquio con la madre di lui, Margherita Faccenda. Di grande importanza sono anche l'ammirazione e lo studio di opere orientali: in particolare lo studio degli scritti di Lao Tzu e della biografia del maestro yogi Milarepa contribuiranno alla formazione del pensiero e dello stile dell'autore. Filosofi di riferimento, pensatori sulle cui teorie si è soffermato a lungo, sono per Neri Thomas Hobbes e Carl Schmitt. 
Neri pubblica per la prima volta i suoi versi nel 1965, sulla rivista «Il Corpo», diretta dal poeta Giancarlo Majorino. Seguono altre pubblicazioni su riviste letterarie, come «Almanacco dello Specchio», «Paragone», «Resine», fino al 1976, anno in cui esce a Milano la prima raccolta di poesie edita da Guanda, L'aspetto occidentale del vestito. 
Nel 2009, con l'opera Paesaggi inospiti, Giampiero Neri vince a Salerno il premio internazionale di poesia "Alfonso Gatto". Nel 2012 esce, per Arnoldo Mondadori Editore, Il professor Fumagalli e altre figure, l'opera di Neri con più evidenti tendenze prosastiche. Il primo dicembre 2014, a Roma, nella Biblioteca del Quirinale, viene insignito del Premio Dante Alighieri.
Neri ha donato all'Archivio della letteratura cattolica e degli Scrittori in Ricerca, presso l'Università Cattolica del Sacro Cuore di Milano, suoi scritti, antologie, monografie, riviste di critica letteraria con interviste, bozze di stampa, quaderni manoscritti che hanno permesso di costituire il "Fondo Giampiero Neri", custodito dal dott. Davide Savio.
Giampiero Neri è morto a Milano, nella sua casa di Piazza Libia, a 95 anni, nella notte tra il 14 e il 15 febbraio 2023.
Maurizio Cucchi fu uno dei primi critici a occuparsi della sua poesia e lo definì "Maestro in ombra", titolo ripreso dal biografo Alessandro Rivali.

## Opere

### Poesia
Poesie in volume
- L'aspetto occidentale del vestito, Guanda, Parma, 1976
- Liceo, Guanda, Parma, 1986
- Dallo stesso luogo, Coliseum, Milano, 1992
- Teatro naturale, Mondadori, Milano, 1998
- Erbario con figure, LietoColle, Como, 2000
- Finale, Dialogolibri, Olgiate Comasco, 2002
- Armi e mestieri, Mondadori, Milano, 2004
- Giampiero Neri. Poesie e immagini, con DVD (regia di Vincenzo Pezzella), Viennepierre, Milano, 2005
- Piano d'erba, con disegni originali di Vincenzo Pezzella, Quaderni di Orfeo, Milano, 2005
- Avant-propos, con un'acquaforte originale dell'autore, Il ragazzo innocuo, Milano, 2005
- Di questi boschi, Quaderni di Orfeo, Milano, 2007
- Paesaggi inospiti, Mondadori, Milano, 2009
- Il professor Fumagalli e altre figure, Mondadori, Milano, 2012
- Persone, a cura di Mario Fresa. Disegni di Massimo Dagnino. Edizioni d'arte L'Arca Felice, Salerno, 2014
- Una storia naturale, con una xilografia e un'acquaforte originali di Luciano Ragozzino, Il ragazzo innocuo, Milano, 2015
- Persone, a cura di Franco Facchini, Edizioni Sottoscala, Bellinzona, 2016
- Via provinciale, Garzanti, Milano, 2017
- Figure, con opere originali di Nando Crippa, Quaderni di Orfeo, Milano, 2017
- Un empirico, con un'incisione originale di Luciano Ragozzino, Il ragazzo innocuo, Milano, 2017

Antologie
- Non ci saremmo più rivisti. Antologia personale, a cura di Davide Savio, Interlinea, Novara, 2018

Raccolte complete
- Tutte le poesie, Milano, Oscar Mondadori, 2007.

Traduzioni
- (EN)  Natural Theater: Selected Poems, 1976-2009, introduzione e a cura di Victoria Surliuga, traduzioni di Ron Banerjee, Chelsea Editions, New York, 2010

### Prosa
Narrativa
- Da un paese vicino, Ares, Milano, 2020.
- Piazza Libia, Ares, Milano, 2021.
- Un difficile viaggio, Ares, Milano, 2022.
- Un insegnante di provincia, Ares, Milano, 2022.
- Utopie, Ares, Milano, 2023. [postumo]

Prose in rivista
- In «Kamen», Rivista di Poesia e Filosofia, Anno X, 19, 2002, pp. 85-105 (raccolta di sei prose critiche)

Prose in volume
- La serie dei fatti: quindici prose di Giampiero Neri, a cura di Victoria Surliuga, LietoColle, Como, 2004; nuova edizione dal titolo Prose, a cura di Victoria Surliuga, LietoColle, Como, 2008
- Giampiero Neri. Il mestiere del poeta, a cura di Massimiliano Martolini, Cattedrale, Ancona, 2009

## Premi e riconoscimenti
- 1994 – Premio di Poesia Città di Tirano, per Dallo stesso luogo[16]
- 1998 – Premio Brancati, per Teatro naturale[17]
- 2009 – Premio internazionale di poesia Alfonso Gatto, per Paesaggi inospiti[7]
- 2014 – Premio alla carriera, festival "Ritratti di poesia"[18]
- 2014 – Premio Dante Alighieri[9]